# عبد الرحمن بن أبي ليلى
عبد الرحمن بن أبي ليلى الأنصاري (17 هـ - 83 هـ) أحد رواة الحديث النبوي وأحد كبار التابعين.

## سيرته
ولد أبو عيسى عبد الرحمن بن أبي ليلى بلال بن بُلَيْل بن أُحَيْحَة بن الجُلَاح بن الحَرِيش بن جَحْجَبَا بن كُلْفة بن عَوْف بن عَمْرو بن عَوْف بن مالك بن الأَوْس، الأوسي الأنصاري. في خلافة أبي بكر الصديق أو في خلافة عمر بن الخطاب سنة 17 هـ وقد نشأ بالمدينة المنورة، وأدرك عددًا من الصحابة منهم نحو 120 من الأنصار، وسمع منهم القرآن والحديث، حتى صار عالمًا بهما، فكان القراء يجتمعون إليه في بيت له فيه مصاحف، فيقرأون القرآن ويُطعمهم. وكان ابن أبي ليلى يقرأ القرآن من بعد صلاة الصبح حتى تطلع الشمس.
بعد أن قامت فتنة مقتل عثمان، صحب عبد الرحمن بن أبي ليلى علي بن أبي طالب، وسكن الكوفة، وشهد معه معركة النهروان. بل وزعم ابن خلكان أنه شهد مع علي موقعة الجمل، وأن راية علي بن أبي طالب يومها كانت معه. ولما استقرت الأمور للأمويين، وجاء الحجاج بن يوسف الثقفي واليًا على العراق، أراد استعمال ابن أبي ليلى على القضاء، لكنه تراجع بعدما حذّره قائد شرطته من شدته في القضاء. وقيل أن الحجاج استعمله على القضاء ثم عزله، وضربه نكاية له لصحبته علي بن أبي طالب، وحاول إجباره على سبّ علي. ولما قام عبد الرحمن بن محمد بن الأشعث على الحجاج، صحبه ابن أبي ليلى، حتى قُتل معه أو غرق في نهر الدجيل في وقعة دير الجماجم سنة 83 هـ.

## روايته للحديث
- روى عن: عمر بن الخطاب وعلي بن أبي طالب وأبي بن كعب وسهل بن حنيف وخوات بن جبير وحذيفة بن اليمان وعبد الله بن زيد وكعب بن عجرة والبراء بن عازب وأبي ذر وأبي الدرداء وأبي سعيد الخدري وقيس بن سعد بن عبادة وزيد بن أرقم وعن أبيه أبي ليلى الأنصاري[2] وعبد الله بن مسعود وبلال بن رباح وصهيب الرومي والمقداد بن الأسود وأبي أيوب الأنصاري ومعاذ بن جبل.[3] وعثمان بن عفان وقيس بن حنيف وأم هانئ بنت أبي طالب وعبد الله بن ربيعة السُلمي وسعد بن عبيد وأبي موسى الأشعري وعبيد الله بن حكيم وسمرة بن جندب وأنس بن مالك[5] وأسيد بن حضير وثابت بن قيس بن الخطيم وسعد بن أبي وقاص وعبد الله بن عكيم وعبد الله بن عمر بن الخطاب وعبد الرحمن بن أبي بكر وعبد الرحمن بن سمرة[13] وعمرو بن أم مكتوم وأبي جحيفة وهب بن عبدار السوائي.[14]
- روى عنه: عمرو بن مرة الجملي والحكم بن عتيبة وحصين بن عبد الرحمن الأشهلي وعبد الملك بن عمير وسليمان بن مهران الأعمش[3] الشعبي ومجاهد بن جبر ومحمد بن سيرين وعمرو بن ميمون ويزيد بن أبي زياد وقيس بن مسلم وعلقمة بن مرثد وعطاء بن السائب وأبو قلابة الجرمي[5] وابنه عيسى بن عبد الرحمن بن أبي ليلى وثابت البناني وحفيده عبد الله بن عيسى بن عبد الرحمن بن أبي ليلى[6] وإبراهيم بن يزيد التيمي وإسماعيل بن أبي خالد وثابت بن عبيد الأنصاري والربيع بن خثيم وزبيد اليامي وعبد الله بن عبد الله الرازي وعبد الله بن يسار الجهني وعبد الأعلى بن عامر التغلبي وعبد الرحمن بن عابس بن ربيعة[14] وعطاء بن أبي مسلم الخراساني ومطرف بن طريف والمنهال بن عمرو وهلال الوزان ويحيى بن الجزار وأبو إسحاق السبيعي وأبو جناب الكلبي وأبو فروة الجهني وأبو فروة الهمداني وأبو المصفى.[15]
- الجرح والتعديل: قال العجلي عنه أنه: «تابعي ثقة».[16][17] وقال عنه يحيى بن معين: «ثقة»[17][18] وقال أبو حاتم الرازي عنه: «لا بأس به».[18]